# 捷列什卡河 (什克洛河)
捷列什卡河（烏克蘭語：Терешка），是烏克蘭的河流，位於該國西部利沃夫州，屬於什克洛河的支流，發源自斯塔里奇以北，流經亞沃里夫區，河道全長10公里，流域面積46平方公里。